# Unnegarsetjånne
Unnegarsetjånne är en sjö i Härjedalens kommun i Härjedalen och ingår i Ljusnans huvudavrinningsområde. Sjön har en area på 0,069 kvadratkilometer och ligger 835,9 meter över havet.

## Delavrinningsområde
Unnegarsetjånne ingår i det delavrinningsområde (695718-134463) som SMHI kallar för Inloppet i Messlingen. Medelhöjden är 822 meter över havet och ytan är 25,83 kvadratkilometer. Räknas de 35 avrinningsområdena uppströms in blir den ackumulerade arean 287,96 kvadratkilometer. Mittån som avvattnar avrinningsområdet har biflödesordning 2, vilket innebär att vattnet flödar genom totalt 2 vattendrag innan det når havet efter 380 kilometer. Avrinningsområdet består mestadels av skog (56 procent) och kalfjäll (35 procent). Avrinningsområdet har 0,44 kvadratkilometer vattenytor vilket ger det en sjöprocent på 1,7 procent.